# وينديل فيليبس
وينديل فيليبس (بالإنجليزية: Wendell Phillips)‏ هو محامي ومحامي وسياسي أمريكي، ولد في 29 نوفمبر 1811 في بوسطن في الولايات المتحدة، وتوفي بنفس المكان في 2 فبراير 1884. حزبياً، نشط في Greenback Party ‏.

## النشأة وتعليمه
ولد فيليبس في بوسطن، ماساتشوستس في 29 نوفمبر 1811، والدته سارة والي ووالده جون فيليبس، محامي ثري وسياسي وفاعل خير، وهو كان أول رئيس بلدية لمدينة بوسطن. ينحدر ويندل من سلالة القس جورج فيليبس الذي هاجر من إنجلترا إلى ووترتاون عام 1630. هاجر جميع أسلافه إلى أمريكا الشمالية من إنجلترا ووصلوا إلى ولاية ماساتشوستس بين عامي 1630 و 1650. 
درس فيليبس في مدرسة بوسطن اللاتينية وتخرج من كلية هارفارد في عام 1831. تابع دراسته في كلية الحقوق بجامعة هارفارد، وتخرج منها عام 1833. في عام 1834، قُبل فيليبس في نقابة المحامين في ولاية ماساتشوستس، وبدأ ممارسة مهنة المحاماة في بوسطن بنفس العام. كان أستاذه في الخطابة إدوارد تشانينج، الناقد للمتحدثين المخضرمين أمثال دانيال ويبستر. كان تشانينج يشدد على قيمة الكلام الواضح والبسيط، وهي فلسفة اتبعها فيليبس.

## مناهضة العبودية
أعلنت جمعية بوسطن النسائية لمكافحة العبودية في 21 أكتوبر 1835، أن جورج طومسون سيلقي خطابًا. نشرت القوات المؤيدة للرق حوالي 500 إشعار بمكافأة قدرها 100 دولار مقابل رأسه. ألغى طومسون ظهوره في اللحظة الأخيرة، وسرعان ما استُبدل بلويد جاريسون، الصحافي الذي كان تحدث علانية عن أخطاء العبودية. قامة مجموعة من مثيري الشغب بافتعال المشاكل ما أجبر جاريسون على الفرار عبر المدخل الخلفي للقاعة والاختباء في متجر للنجارة. لم يدم اختباؤه طويلًا فقد وجده الغوغائيون ووضعوا حبل المشنقة حول عنقه لسحبه بعيدا. تدخل حينها بعض الرجال الأقوياء واقتادوه إلى سجن شارع ليفريت. كان فيليبس شاهدًا على محاولة الإعدام تلك. 
بعد تجنيده من قبل غاريسون لمناهضة العبودية عام 1836، توقف فيليبس عن ممارسة المحاماة من أجل تكريس نفسه للحركة. انضم فيليبس إلى الجمعية الأمريكية لمكافحة الرق وكثيراً ما ألقى خطابات في اجتماعاتها. كانت قدرات فيليبس الخطابية موضع تقدير كبير لدرجة أنه كان يعرف باسم «بوق مناهضة العبودية الذهبي». مثل العديد من زملائه الذين كافحوا لإلغاء العبودية والذين كرموا حركة الإنتاج الحر، أدان فيليبس شراء قصب السكر والملابس القطنية لأن كلاهما كانا ينتجان بواسطة العبيد الجنوبيين. كان عضوًا في لجنة اليقظة في بوسطن، وهي منظمة ساعدت العبيد الهاربين. 
آمن فيليبس بأن الظلم العنصري كان مصدر كل علل المجتمع، كما ندد بالدستور لتسامحه مع العبودية. لم يوافق على ادعاءات ليساندر سبونسر بأن العبودية كانت مخالفة للدستور الأمريكي. 

عام 1845، في مقال بعنوان «لا اتحاد مع أصحاب الرقيق»، طالب فيليبس بالانفصال:
إن تجربة الخمسين عامًا ... تبين لنا أن العبيد يتضاعف عددهم بسرعة –حيث يحتكر الأحرار المناصب ويفرضون سياسة الحكومة– الذين يتاجرون بقوة الأمة وتأثيرها لدعم العبودية هنا وفي أماكن أخرى - يدوسون على حقوق الولايات الحرة ويسخون محاكم البلاد أدوات لهم. إن مواصلة هذا التحالف الكارثي لفترة أطول هو الجنون بعينه. تثبت تجربة خمسين سنة فقط أنه من المستحيل على الولايات الحرة والمستعبِدة أن تتحد بأي شكل من الأشكال دون أن تصبح جميعها شركاء في الجريمة ومسؤولين عن خطيئة العبودية. لماذا نطيل التجربة؟ على كل رجل صادق ينضم إلى صرخة الجمعية الأمريكية لمكافحة الرق. (مقتبسة من روشامس، مناهضي الرق- ص 196) - آن تيري غرين
عام 1836، كان فيليبس يدعم قضية إلغاء العبودية عندما قابل آن غرين. كان رأيها أن هذه القضية تتطلب ليس فقط الدعم ولكن الالتزام الكامل. أعلن فيليبس وغرين خطوبتهما في ذلك العام لتكون أول خطوة نحن زواج دام 46 عامًا مليئًا بالنضال من أجل قضايا عديدة منها حقوق المرأة وحرية المستعبدين.

## النضال من أجل حقوق المرأة
كان فيليبس من أوائل المدافعين عن حقوق المرأة. قاد عام 1840 الجهود غير الناجحة لتعيين مندوبات أمريكيات في المؤتمر العالمي لمكافحة الرق في لندن. نادى في نسخة مجلة ليبرايتور الصادرة 3 يوليو 1846 لتأمين حقوق المرأة واحترامها وخاصة تلك المتعلقة بالتملّك والدخل وكذلك في الاقتراع.
في عامي 1849 و1850، ساعد لوسي ستون في إجراء أول حملة جمع تواقيع لإنهاء معاناة النساء في ماساتشوستس فصاغ لها العريضة والخطاب الداعي للتوقيع عليها. كرروا محاولاتهم في العامين التاليين، فأرسلوا عدة مئات من التواقيع إلى الهيئة التشريعية للولاية. في عامي 1852 و1853، أرسلوا العرائض التي جمعت حوالي خمسة آلاف توقيع إلى مؤتمر مكلف بمراجعة دستور الولاية. ألقى كل من فيليبس وستون خطابًا أمام لجنة مؤتمر مؤهلات الناخبين في 27 مايو 1853. عام 1854، ساعد فيليبس ستون على إقامة مؤتمر لحقوق المرأة في نيو إنغلاند لتوسيع حملة جمع التواقيع من أجل انتزاع حق الاقتراع في ولايات نيو إنغلاند الأخرى.
كان فيليبس عضوًا في اللجنة المركزية الوطنية لحقوق المرأة، التي نظمت مؤتمرات سنوية طوال الخمسينيات من القرن التاسع عشر، نشرت وقائعها ونفذت الخطط التي اعتمدتها الاتفاقيات. كان مستشارًا مقربًا من لوسي ستون وكان له حضور كبير في معظم مؤتمرات فكتب قرارات تحدد مبادئ الحركة وأهدافها. اعتمد الخطاب الذي أرسل إلى مؤتمر عام 1851 مسارًا لحقوق المرأة حتى القرن العشرين. بصفته أمين صندوق الحركة، كان فيليبس مؤتمنًا مع لوسي ستون وسوزان ب. أنتوني على صندوق بقيمة 5000 دولار قدمه مجهول للحركة عام 1858، أُطلق عليه اسم «صندوق فيليبس» حتى وفاة المتبرع فرانسيس جاكسون عام 1861 ليسمى بعدها «صندوق جاكسون».

## نشاط ما بعد الحرب
كان فيليبس يقتدي بمبدأ ضبط النفس الحيوانية والنفس الجسدية من قبل العقل البشري، وذلك على الرغم من إعجابه بنشطاء متطرفين أمثال إيليا لوفجوي وجون براون. ذكر المؤرخ الشهير جيلبرت أوسوفسكي أن الحس الوطني لدى فيليبس كان متأثرًا بأيديولوجيته الدينية المستمدة من التنوير الأوروبي كما عبر عنها توماس باين وتوماس جيفرسون وجيمس ماديسون وألكساندر هاملتون.

## نشاط عصر إعادة الإعمار
بما أن النصر الشمالي في الحرب الأهلية كان وشيكًا، فقد حوّل فيليبس، مثله مثل العديد من مؤيدي إلغاء الرق والعبودية، تركيزه إلى إعادة الإعمار. ألقى خطابًا عام 1864 في معهد كوبر في نيويورك داعيًا ليكون تحرير العبيد شرطًا ضروريًا لإعادة قبول الولايات الجنوبية. على عكس الزعماء البيض الآخرين الذين نادوا بإلغاء العبودية، مثل ويليام لويد جاريسون، آمن فيليبس أن تأمين الحقوق المدنية والسياسية للمحررين عنصرٌ أساسيٌ في قضية إلغاء العبودية حتى بعد انتهائها رسميًا، كما جادل، جنبًا إلى جنب مع فريدريك دوغلاس، أنه بدون حقوق التصويت، فإن حقوق المحررين لن يأخذها الجنوبيون البيض على محمل الجد.   

## تساوي الأمريكيين الأصليين بالحقوق
كان فيليبس نشطًا أيضًا في الجهود المبذولة للحصول على حقوق متساوية للأميركيين الأصليين، بحجة أن التعديل الخامس عشر للدستور الأمريكي يمنح أيضًا الجنسية للسكان الأصليين. اقترح أن تقوم إدارة أندرو جونسون بإنشاء منصب على مستوى مجلس الوزراء يضمن الحقوق الهندية. ساعد فيليبس في إنشاء لجنة ماساتشوستس الهندية مع الناشطة الحقوقية هيلين هنت جاكسون وحاكم ولاية ماساتشوستس ويليام كلافلين. على الرغم من انتقاده العلني لإدمان الرئيس أوليسيس غرانت على الكحول، إلا أنه عمل مع إدارة جرانت الثانية على تعيين عانصر هندية.  شكل فيليبس هيئة ضغط ضد التدخل العسكري في تسوية مشاكل الأمريكيين الأصليين على الحدود الغربية واتهم الجنرال فيليب شيريدان باتباع سياسة إبادة جماعية بحق الهنود. 
انقلب الرأي العام الأمريكي ضد مناصري السكان الأصليين بعد معركة ليتل بيغورن في يوليو 1876، لكن فيليبس واصل دعم مطالبات قبائل اللاكوتا بحقوقهم في اراضيهم.

## الموت والمرض
كان فيليبس يعاني من امراض في القلب في أواخر يناير من العام 1884. ألقى فيليبس خطابه العام الأخير في 26 يناير 1884، على الرغم من معارضة طبيبه. تحدث فيليبس أثناء إزاحة الستار عن تمثال لهاريت مارتينو معترفًا أن هذا الخطاب ربما يكون الأخير له.
توفي فيليبس في منزله في شارع كومون في حي تشارلستون في بوسطن، في 2 فبراير 1884.

## إرث فيليبس وتكريماته
افتتحت مدارس شيكاغو العامة عام 1904 مدرسة ويندل فيليبس الثانوية في حي برونزفيل على الجانب الجنوبي من شيكاغو على شرفه.
في يوليو 1915، أقيم نصب تذكاري في حديقة بوسطن العامة للاحتفال بذكرى فيليبس محفورة عليه كلماته: «سواء في السلاسل أو في الأمجاد، لا تعرف الحرية شيئًا سوى الانتصارات».
سميت مقاطعة فيليبس في مينيابوليس باسم «وينديل فيليبس، وهو مناضل لإلغاء العبودية في القرن التاسع عشر».
تنسب خطأً عبارة من خطاب ألقاه في 20 يناير 1861، «أعتقد أن الواجب الأول للمجتمع هو العدالة» إلى ألكساندر هاملتون كما تظهر هذه العبارة في محاكم عديدة في جميع أنحاء الولايات المتحدة، بما في ذلك في ناشفيل، تينيسي. 
تُمنح جائزة ويندل فيليبس، التي تم تأسيسها في عام 1896، سنويًا لأحد طلاب السنة الأخيرة في جامعة تافتس، كما تُمنح جائزة ويندل فيليبس من جامعة هارفارد لأفضل خطيب بين تلاميذ السنة الجامعية الثانية. سُمّي المبنى الرئيسي لكلية المحيط الهادئ بجامعة المحيط الهادئ باسم مركز ويندل فيليبس.
سُمّيت مدرسة ويندل فيليبس في العاصمة واشنطن تكريمًا له عام 1890. أغلقت المدرسة في عام 1950 لتصبح مدرسة فيليبس كوندومينيوم في عام 2002.

## روابط خارجية
- وينديل فيليبس على موقع الموسوعة البريطانية (الإنجليزية)